# Pluška

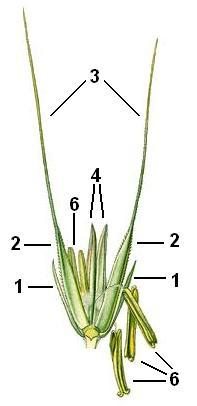
Příklad dvoukvětého klásku trav, 1-plevy, 2-pluchy, 3-osiny, 4-plušky, 6-tyčinky

Pluška (palea superior, anglicky palea) je speciální termín pro dva vnější okvětní lístky srostlé v šupinu (často dvouhrotou) u květů trav, tedy rostlin z čeledi lipnicovité (Poaceae). Takto plušku hodnotí např. Květena ČR i klíč Kubát et. al. (2002). Jiní autoři však nepovažují plušku za přeměněné okvětní lístky, ale za listénce, např.  Archivováno 3. 1. 2007 na Wayback Machine.. Pluška bývá umístěna naproti pluše a spolu s ní svírá zbytek květu. Její vlastnosti jsou důležité při určování jednotlivých druhů trav.